# Тенга (авіабаза)
Авіабаза Тенга (IATA: TGA, ICAO: WSAT) — військова авіабаза Військово-повітряних сил Республіки Сінгапур розташована в Західному водосховищі, у західній частині Сінгапуру . Станція є найважливішим аеродромом, оскільки в ній розміщена більшість ескадронів переднього фронту.

## Історія

### Авіабаза Королівських військово-повітряних сил Тенга
Авіабаза Королівських військово-повітряних сил Тенга була відкрита в 1939 році. Аеродром Тенга був мішенню килимових бомбардувань, коли 17 бомбардувальників ВМС Японії здійснили перший повітряний наліт на Сінгапур, незабаром після початку битви на Малайї . Це був також перший аеродром, який був захоплений, коли японські сили вторглися в Сінгапур .
Після захоплення Японією Сінгапуру, Тенга перейшов під контроль Імператорських ВПС Японської армії, в той час як Імперська ВПС Японії взяла на себе інші дві станції RAF повітряної бази Sembawang і RAF Seletar, коли Сінгапур був розбитий на сферу північ-південь контроль. Це фактично забезпечило, що японська армія взяла під контроль південь, включаючи адміністративний вузол та центр населення міста Сінгапур, в той час як японський ВМС взяв на себе командування над північчю, до складу якого входив верф Королівського військово-морського флоту в Сембаван .

### Повітряна база Тенга
Повітряна база була перейменована в 1971 році (тоді вона стала авіаційною базою Tengah (TAB)), в той час була передана Сингапурському командуванню протиповітряної оборони (SADC). В даний час на авіабазі розміщені такі літаки, як Дженерал Дайнемікс F-16 «Файтінг Фалкон» .
Парад відбувся 1 вересня 2018 року на TAB, на параді було представлено майже 500 чоловік особового складу, що проходили в марші, мобільну колону та привітання нації з участю 20 літаків, а також новий багатофункціональний транспортер танкерів (MRTT).

## Майбутнє
Для розміщення всього обладнання з авіабази Пайя Лебар у 2030 році авіабаза Тенга буде розширена. На розширеній частині основи буде побудована нова злітно-посадкова смуга.